# ZOTAC
ZOTAC(조탁)은 홍콩에서 설립되고 홍콩에 기반을 둔 컴퓨터 하드웨어 제조사이다. 이 기업은 그래픽 카드(GPU), 미니 PC, 솔리드 스테이트 드라이브(SSD), 메인보드, 게이밍 컴퓨터, 기타 컴퓨터 액세서리 생산을 전문으로 한다. 모든 제품이 중화인민공화국 둥관시의 PC 파트너 공장에서 제조된다.
홍콩의 국제 본사 이외에 일본, 대한민국, 미국, 독일 등 4개 오피스가 해외에 있다.

## 역사

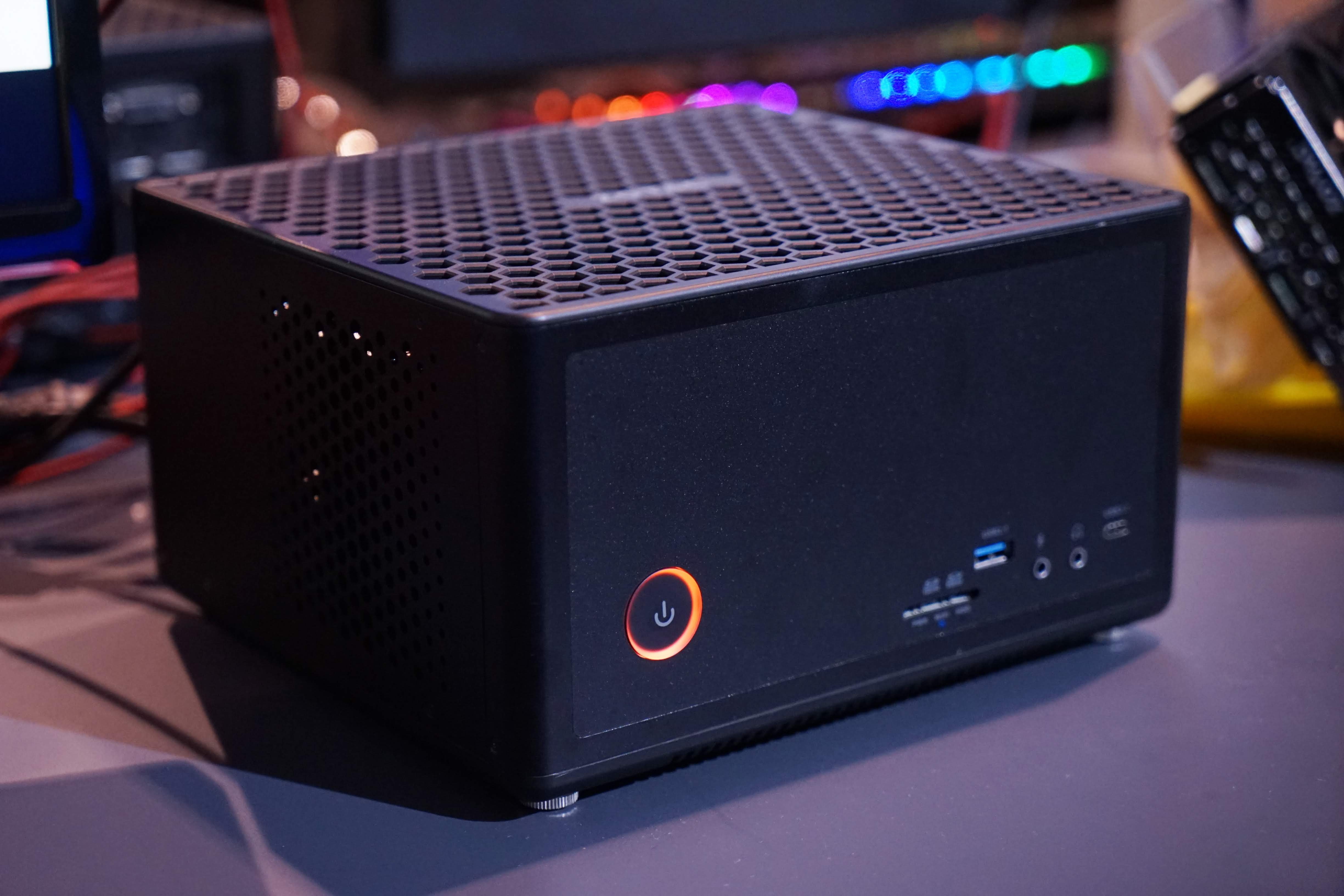
ZOTAC ZBOX E시리즈 미니 PC.

ZOTAC은 2006년 PC 파트너의 산하 기업으로 설립되었다. 사명은 "zone"과 "tact"라는 단어에서 기원한다. 1년 뒤 ZOTAC는 ZOTAC 지포스 7300 GT를 처음 생산했다. 2008년, 공장에서 오버클럭된 그래픽 카드를 출하한 최초의 하드웨어 기업이 되었다. 2015년, ZOTAC은 NEN이라는 이름의 스팀 머신을 제작했다. 해당 머신은 엔비디아 지포스 960과 인텔 코어 i5 6400T 프로세서를 장착했다.